# Arkadij Rotenberg
Arkadij Romanovič Rotenberg (rusky: Аркадий Романович Ротенберг; * 15. prosince 1951 Leningrad, Sovětský svaz) je ruský podnikatel a oligarcha blízký ruskému prezidentovi Vladimiru Putinovi, s kterým v minulosti trénoval judo.
Spolu se svým bratrem Borisem Rotenbergem je spoluvlastníkem SGM group, největší stavební firmy v Rusku pro výstavbu plynovodů a elektrického vedení.
Tato společnost měla největší podíl na stavbě plynovodu South Stream. Velké zisky měl také ze zakázek na stavby pro olympijské hry v Soči.

V roce 2014 po vojenském obsazení a anexi Krymu Ruskem byl Rotenberg zařazen na černé listiny osob, na které USA a Evropská unie uvalily ekonomické sankce. V důsledku toho ztratil Rotenberg právo disponovat aktivy a nemovitostmi v Itálii. Tamní úřady mu zmrazily majetek v hodnotě 30 milionů eur, který zahrnuje luxusní vily a apartmány na Sardinii nebo čtyřhvězdičkový hotel v centru Říma.
V lednu 2015 získala jeho firma velkou zakázku od ruské vlády na výstavbu mostu mezi Ruskem a anektovaným poloostrovem Krym. Dvojitý most byl otevřen v prosinci roku 2019, měří 19 kilometrů a nese čtyřproudovou dálnici a železnici přes Kerčský průliv.
V lednu 2021 se Rotenberg přihlásil k vlastnictví rezidence na pobřeží Černého moře, známé jako Putinův palác.